# بوئینگ ئی-۳ سنتری
بوئینگ ئی-۳ سنتری (به انگلیسی: Boeing E-3 Sentry) یک هواپیمای آواکس (سیستم هشدار زودهنگام و کنترل هوایی) آمریکایی است که در دهه ۱۹۷۰ برای نظارت، فرماندهی عملیات، کنترل، تنظیم عملیات و ارتباط با ارگانها به‌طور شبانه روزی و در هر گونه شرایط جوی طراحی شده‌است.
نخستین فروند از این هواپیمای آواکس که بر اساس هواپیمای ترابری و مسافربری بوئینگ ۷۰۷ ساخته شده، در مارس ۱۹۷۷ به نیروی هوایی آمریکا تحویل داده شد. از سال ۱۹۷۷ تا ۱۹۹۲ در خط تولید شرکت دفاع، فضا و امنیت بوئینگ قرار داشت و در مجموع ۶۸ فروند از آن ساخته شده و در خدمت نیروی هوایی کشورهای ایالات متحده، بریتانیا، فرانسه، عربستان سعودی و نیروهای ناتو قرار گرفته‌است. حکومت ایران اولین مشتری خارجی این هواپیما بود که در سال ۱۹۷۷ سفارش خرید هفت فروند از آن را داده بود اما با وقوع انقلاب ۱۳۵۷ این قرارداد لغو شد.
رادارهای ئی-۳ در شرکت وستینگهاوس طراحی و ساخته شده‌است. رادار پالس داپلر این هواپیمای آواکس قدرت شناسایی پرنده‌های ارتفاع پایین را از مسافتی بیش از ۴۰۰ کیلومتر دارد و ارتفاع متوسط و بالا را از ۶۵۰ کیلومتری دارد. نیروی پیشرانه این هواپیما از ۴ موتور توربوفن پرت اند ویتنی TF33-PW-100A تأمین می‌شود و برد عملیاتی آن ۷۴۰۰ کیلومتر معادل هشت ساعت پرواز است. وزن خالی این هواپیما بیش از ۷۳ و حداکثر وزن برخاست آن بیش از ۱۵۷ تن است و حداکثر سرعت آن به ۸۵۵ کیلومتر در ساعت می‌رسد. هر فروند از این هواپیما بر اساس دلار سال ۱۹۹۸ حدود ۲۷۰ میلیون دلار قیمت داشته که حدوداً معادل قیمت ۵ فروند جنگنده اف-۱۴ است.

## نگارخانه

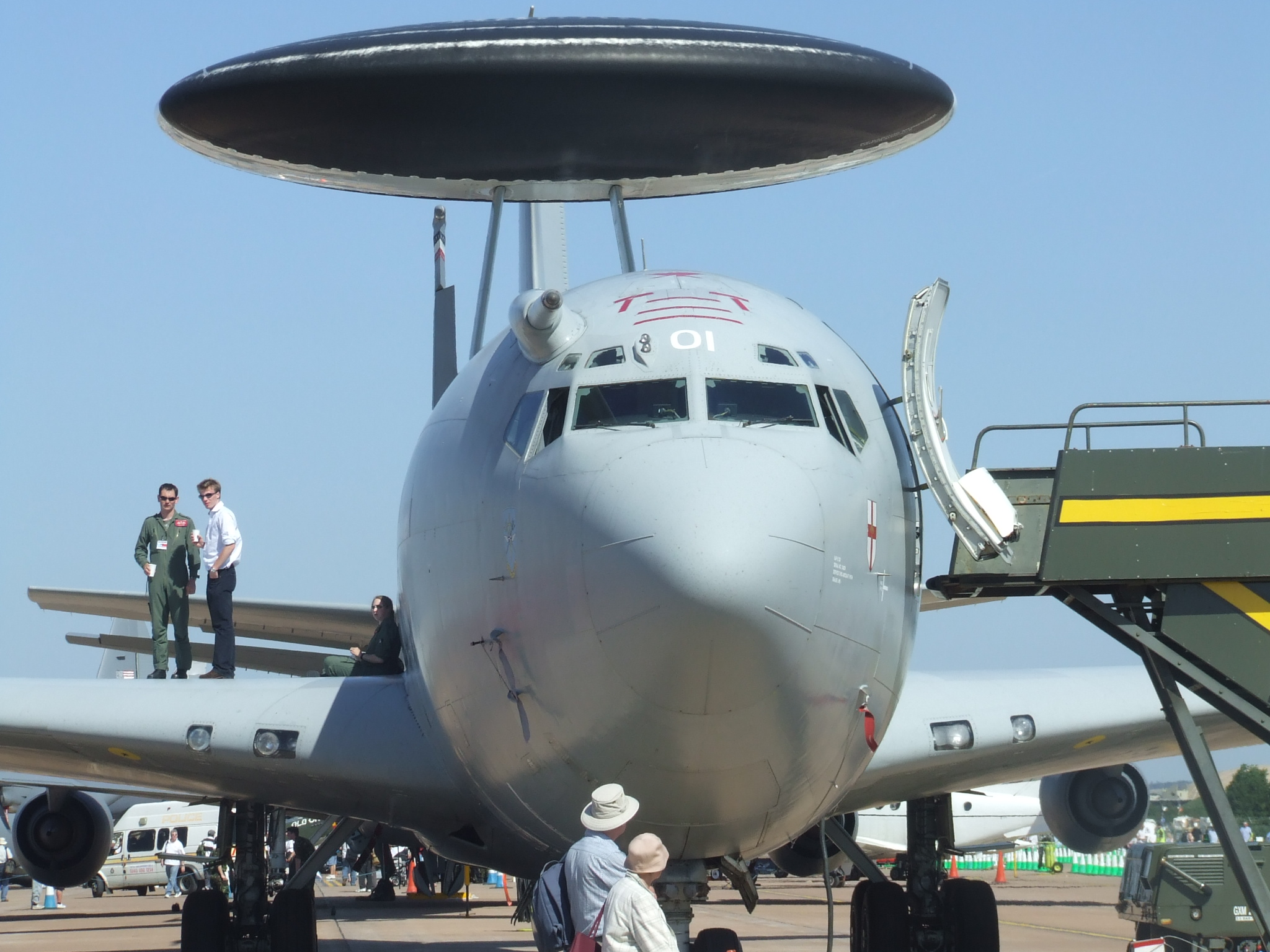
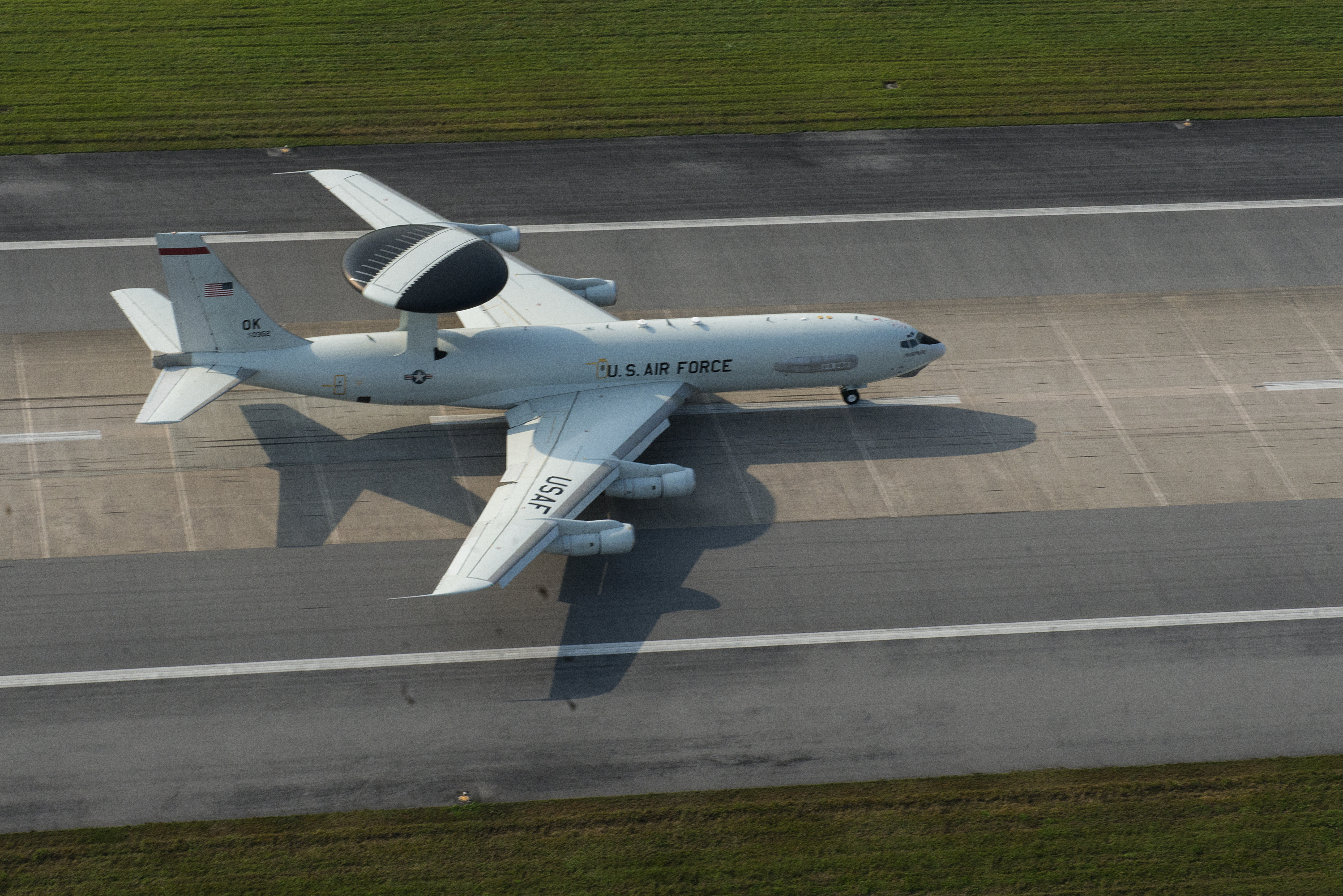
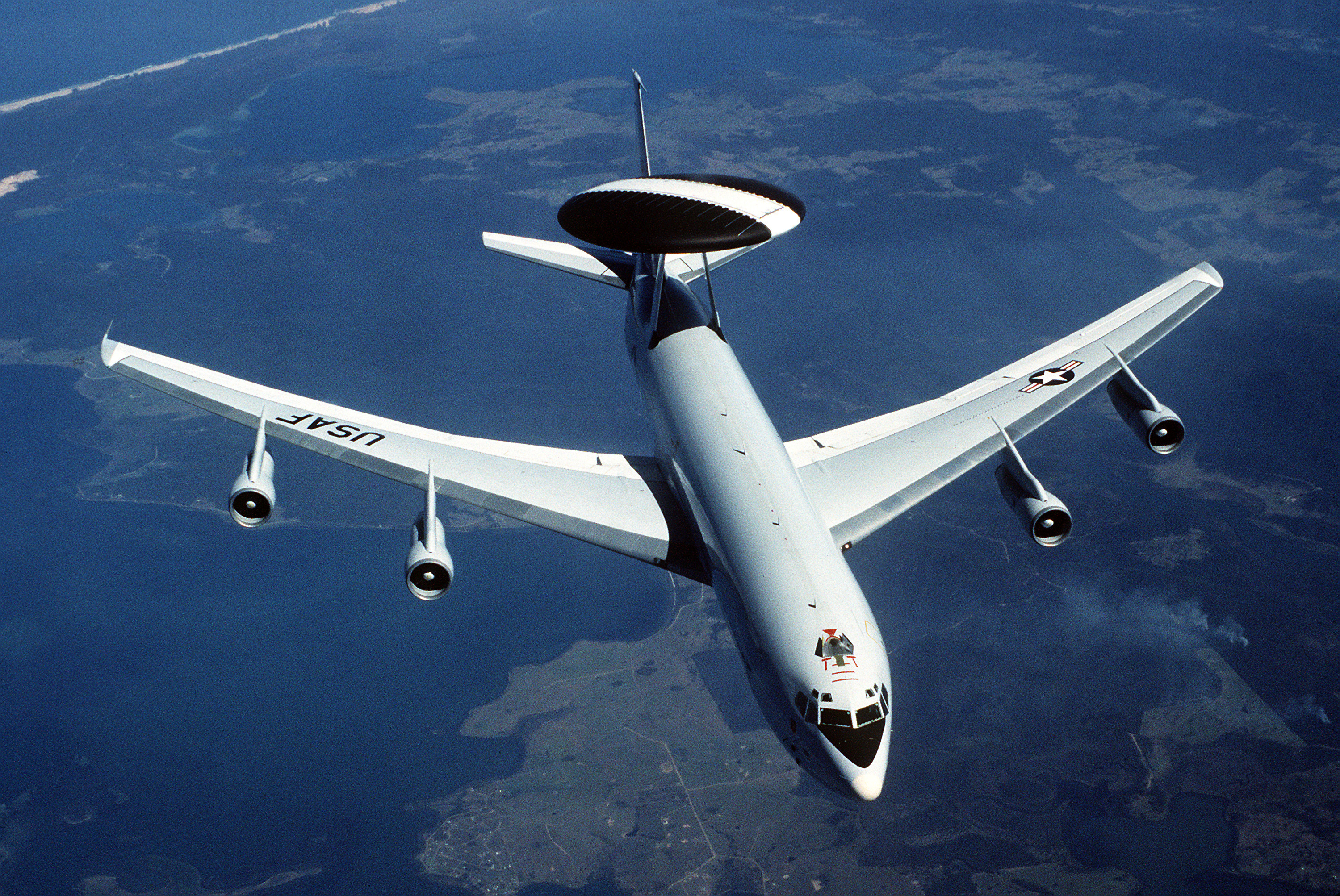
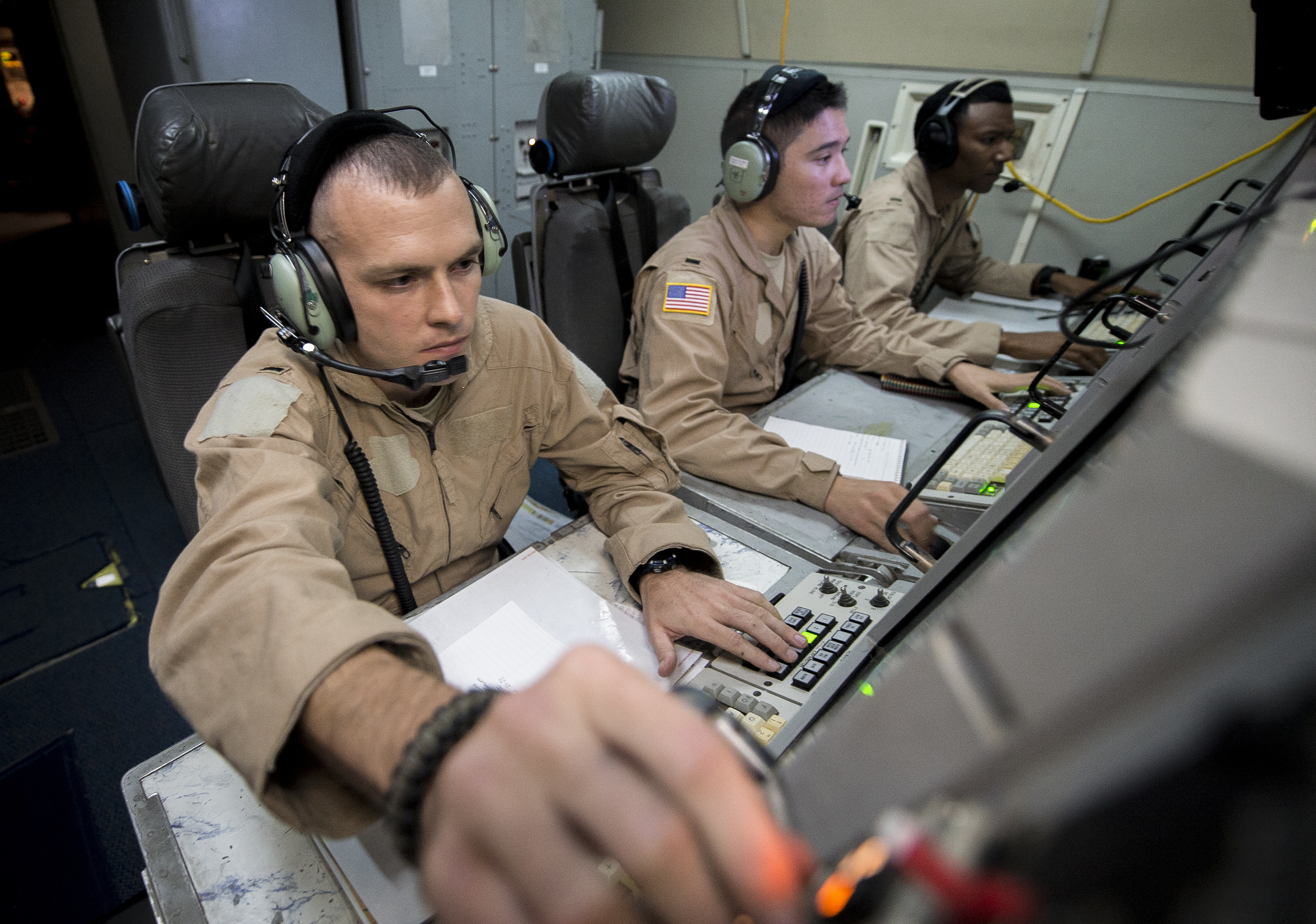
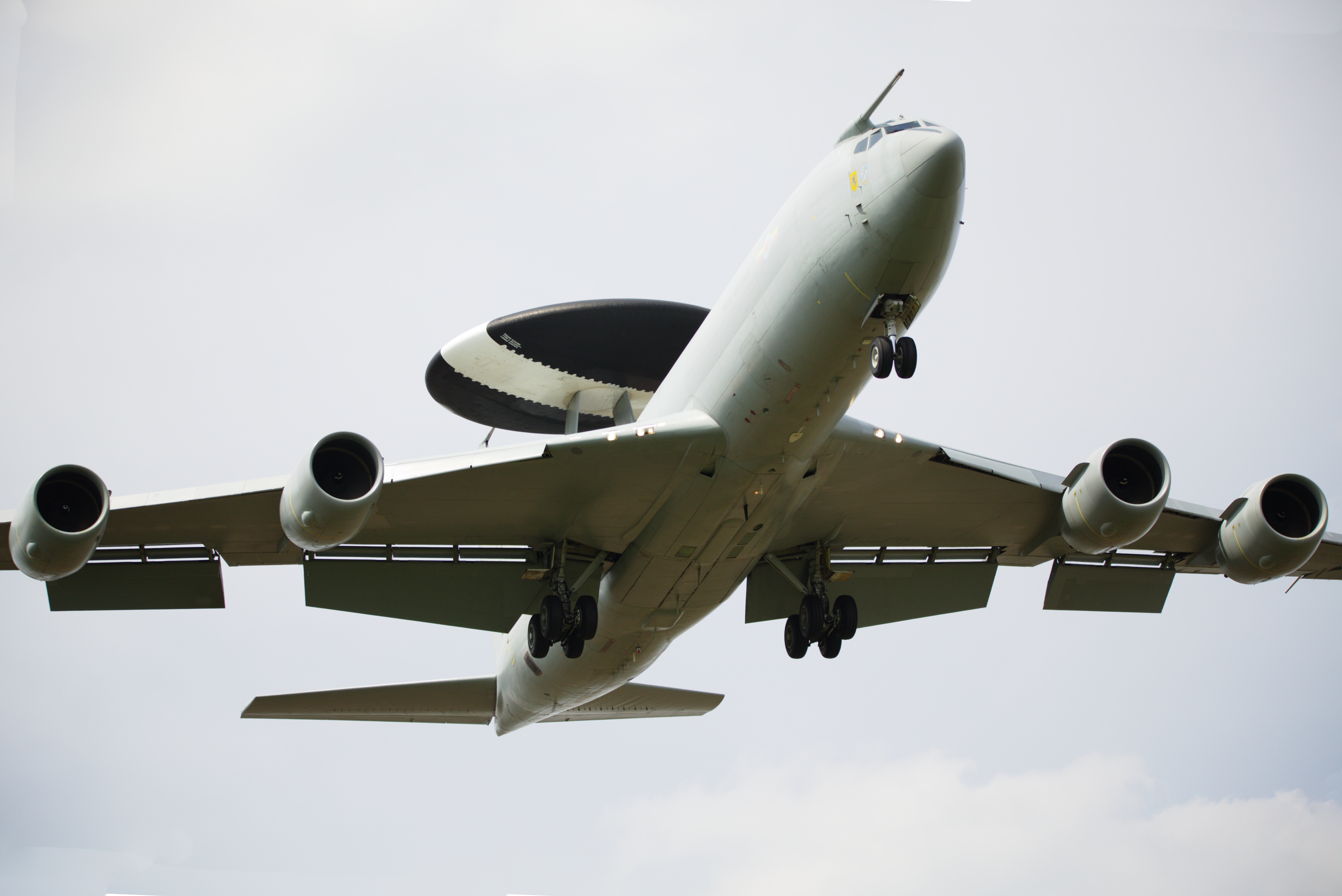
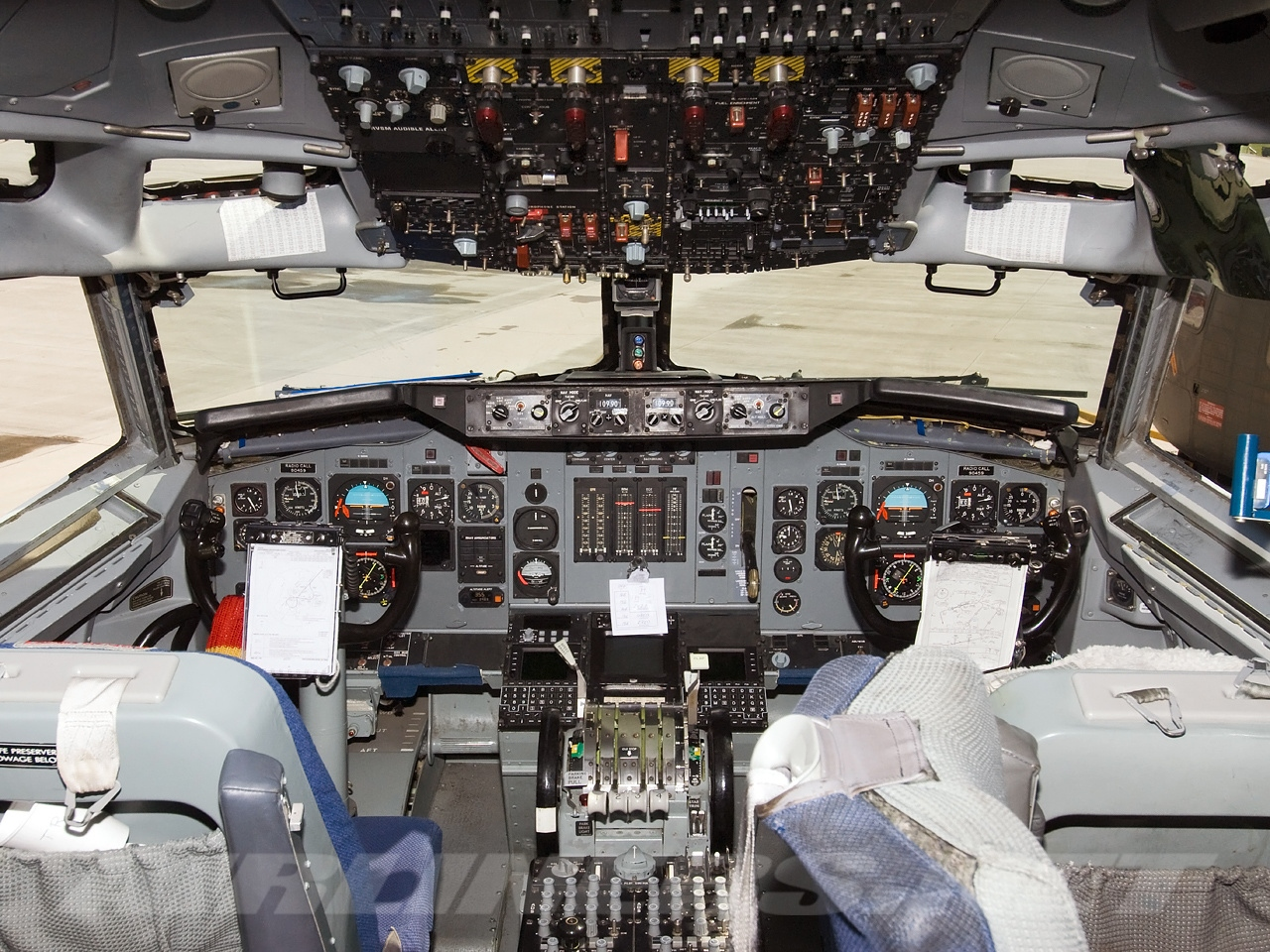
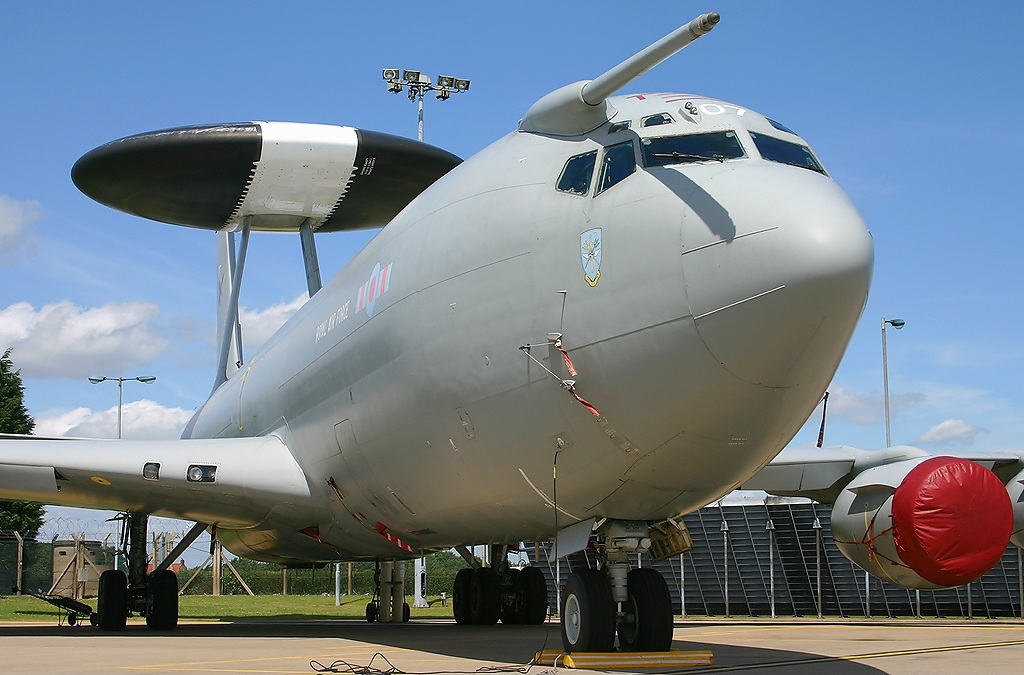
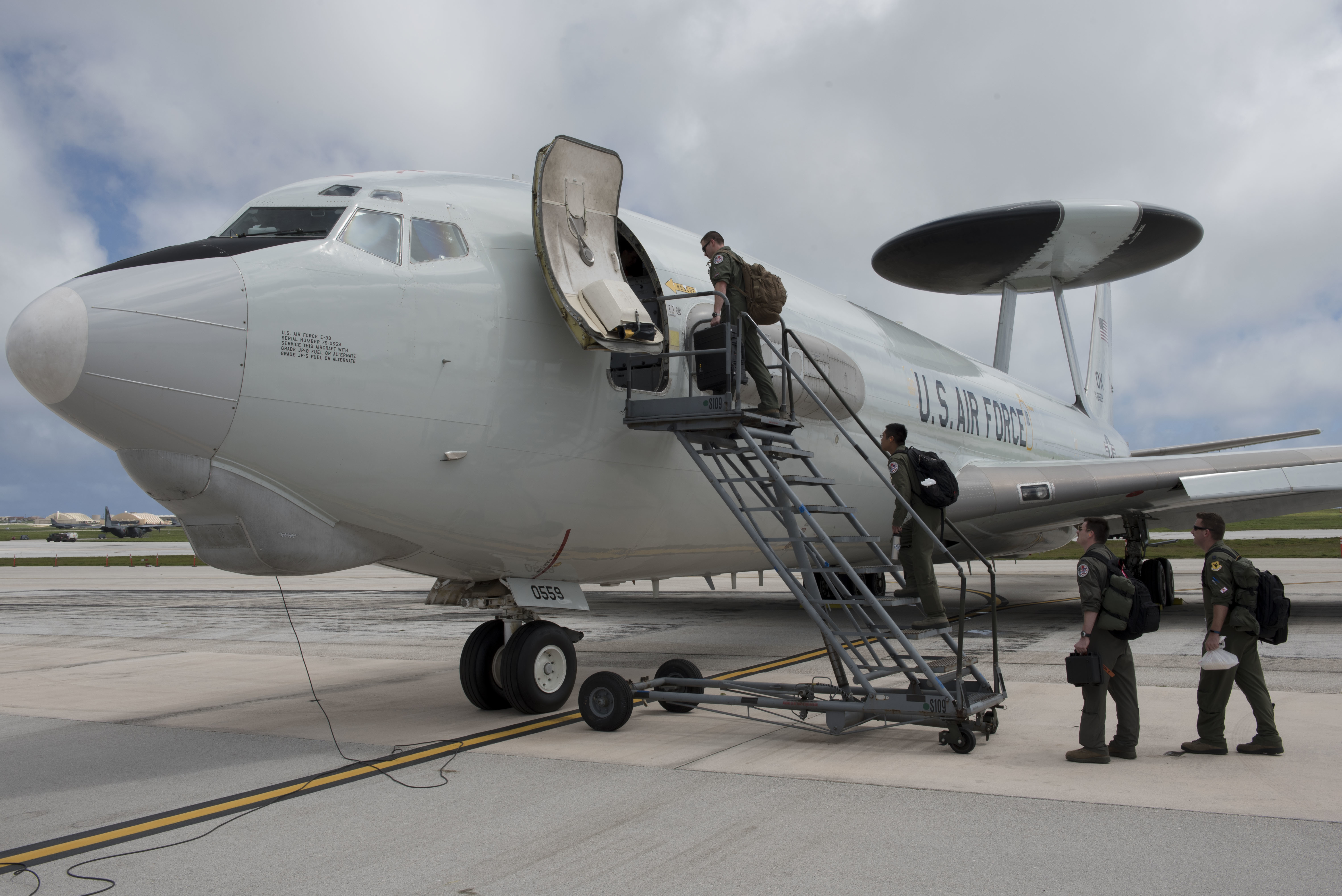
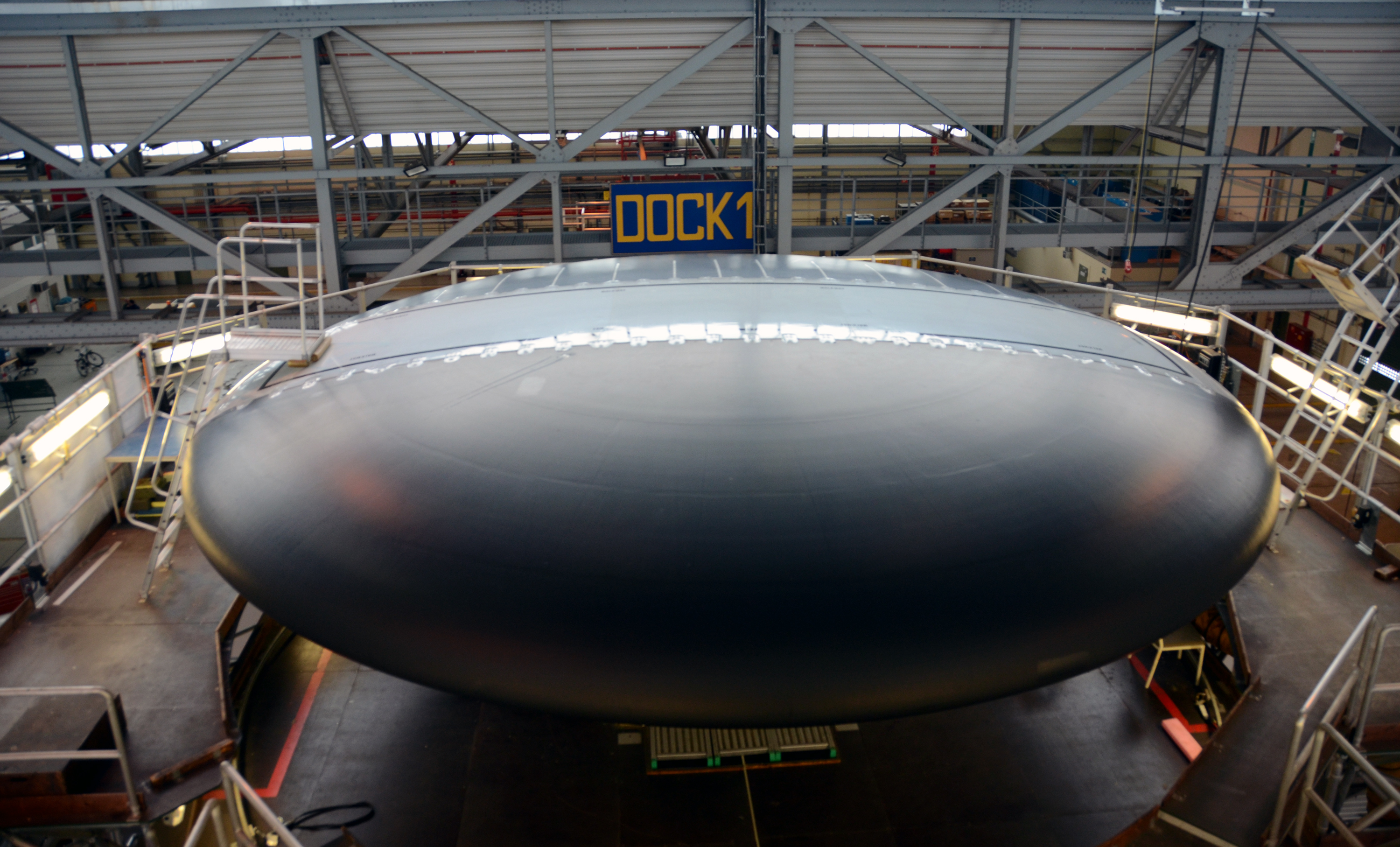
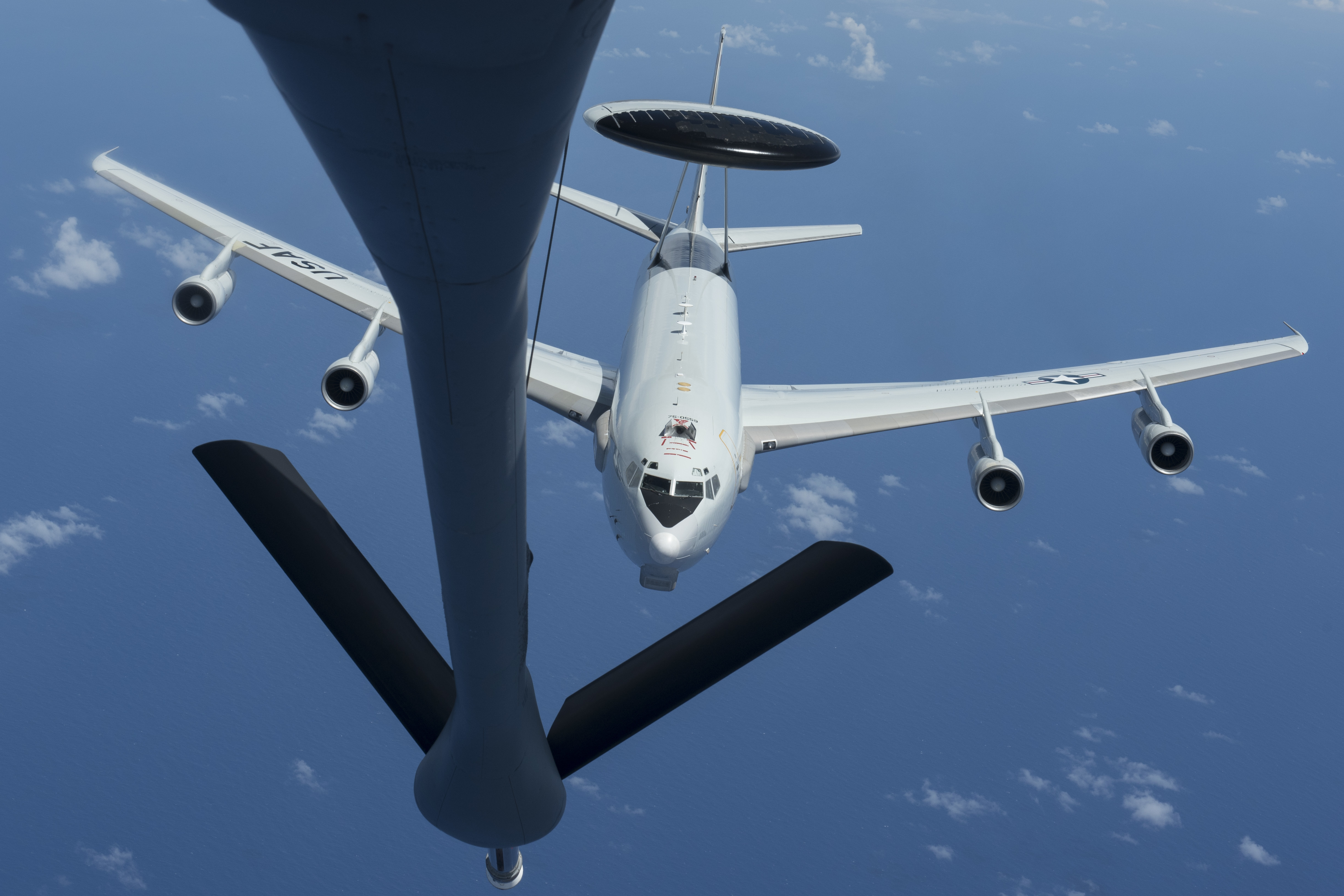
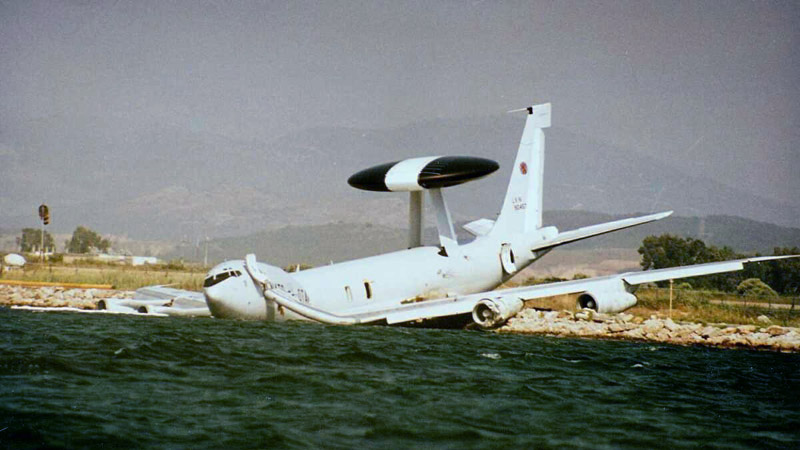
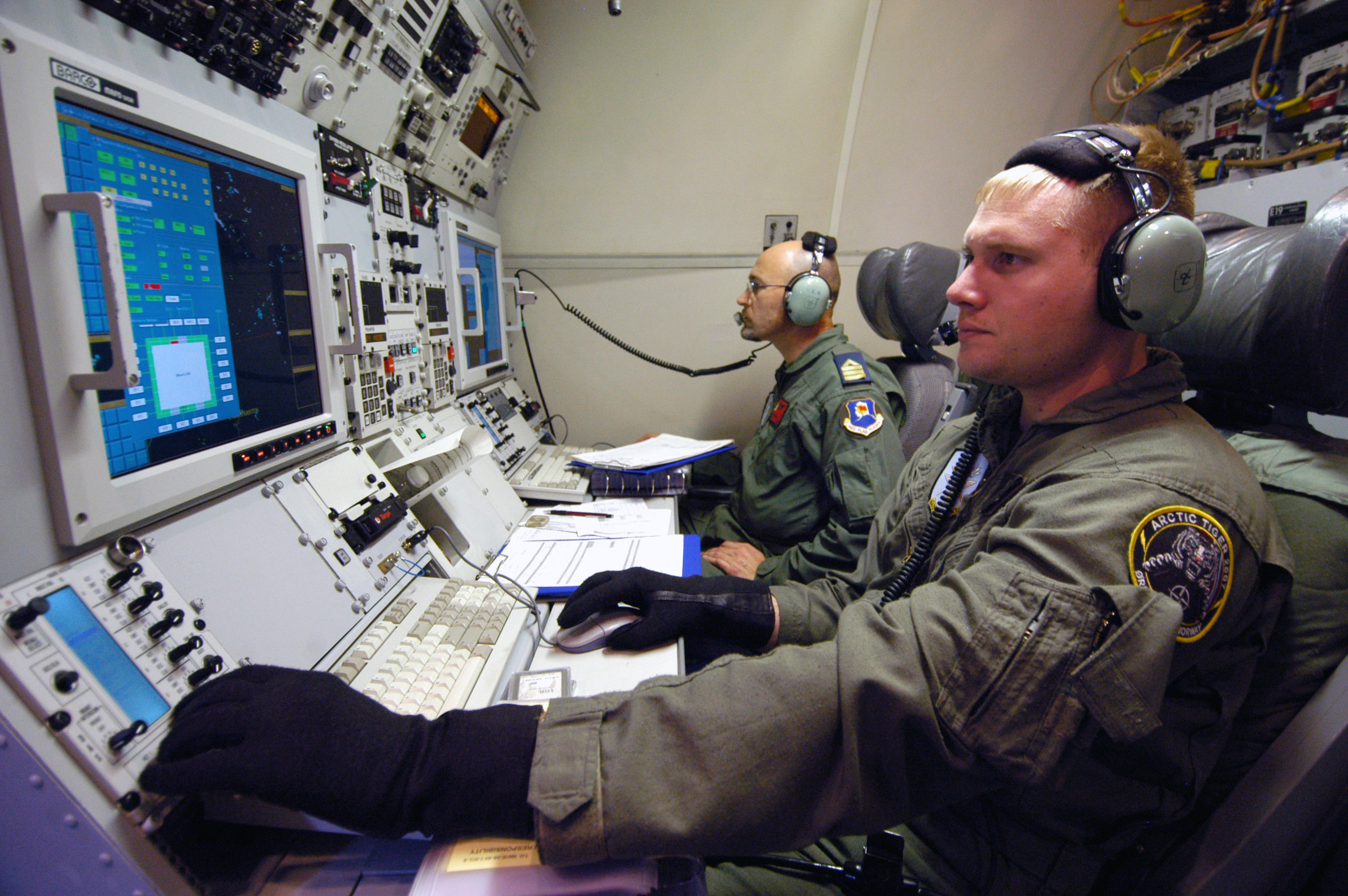
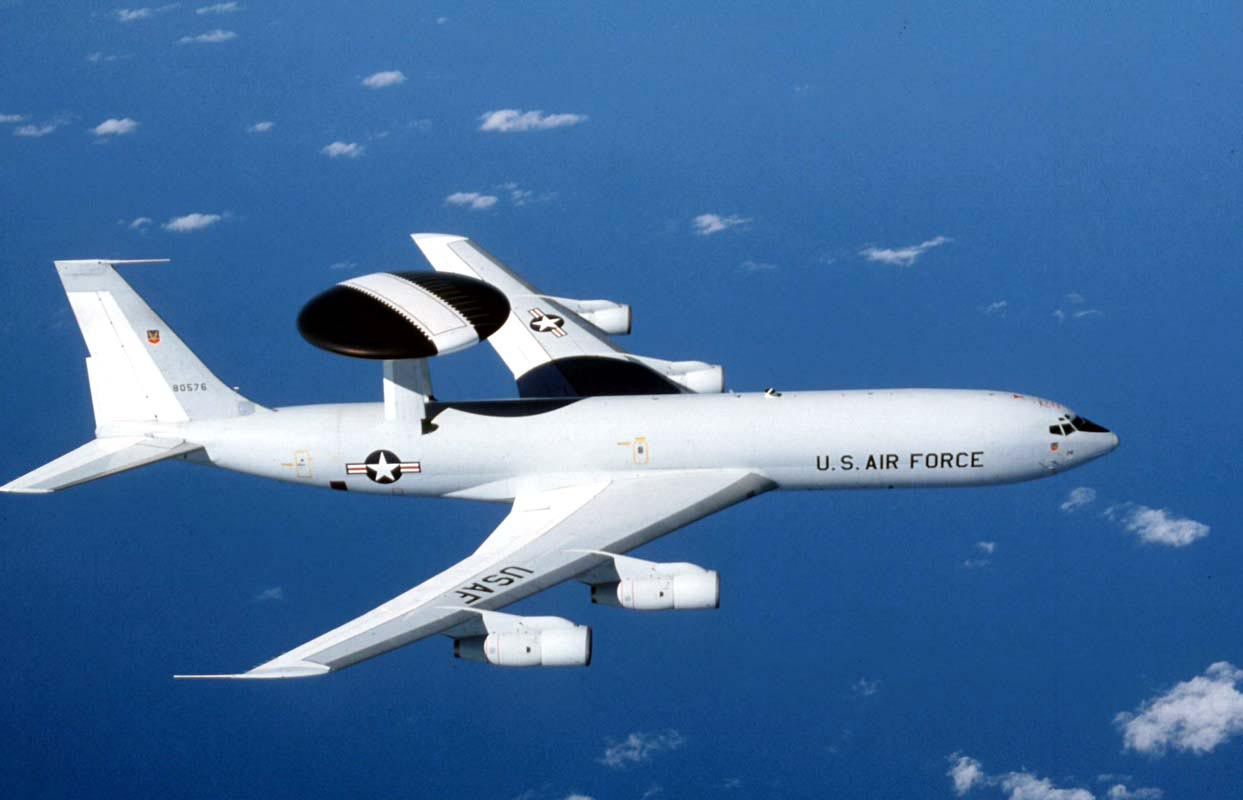
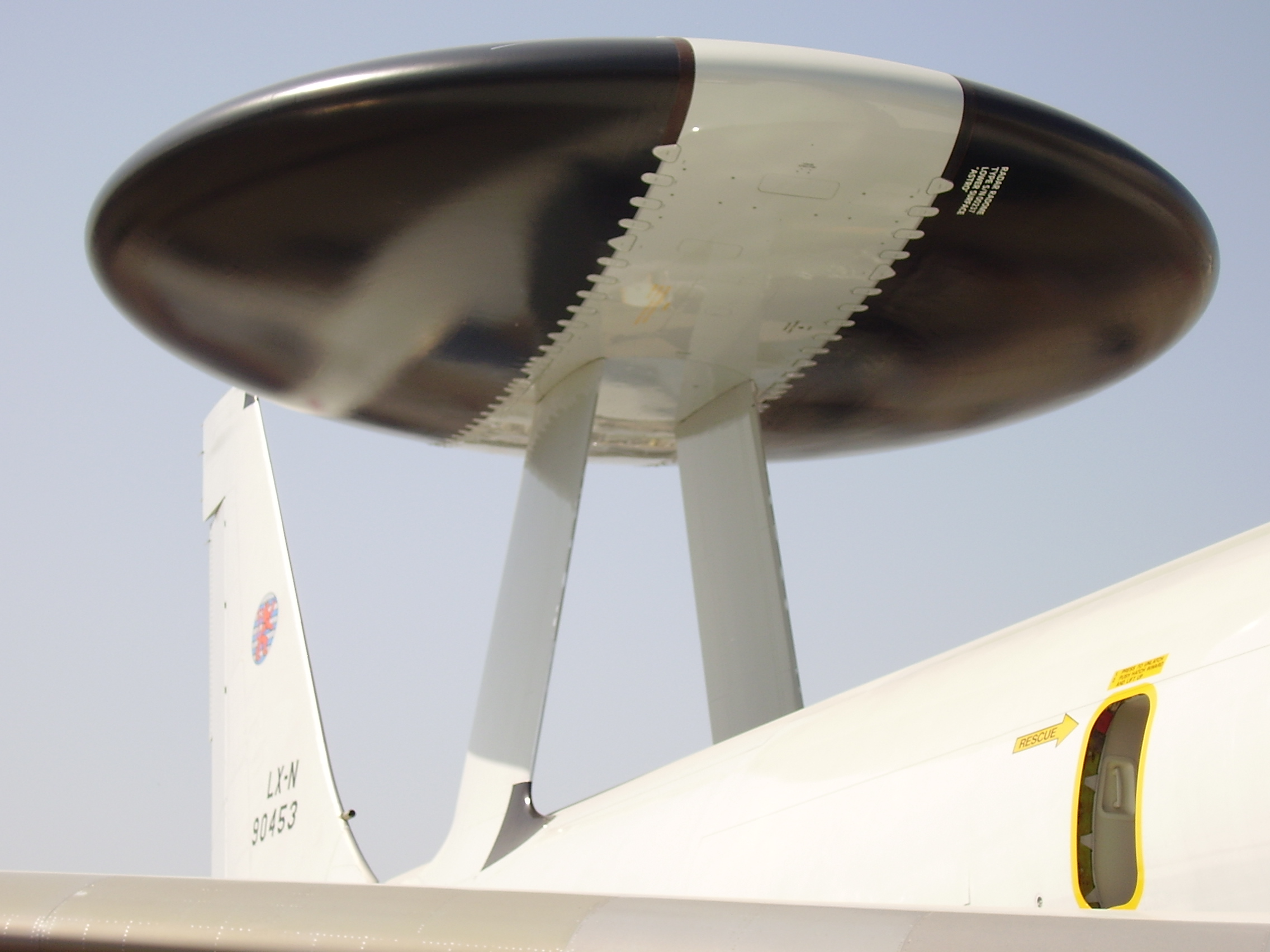